# Karl Theodor Toeschi
Karl Theodor Toeschi (ou Carlo Teodoro Toeschi, Carlo Teodoro Toesca della Castellamonte), né le 7 avril 1768 à Mannheim dans le Palatinat du Rhin et mort le 10 octobre 1843 à Munich dans le royaume de Bavière, est un violoniste et compositeur allemand de musique classique.

## Famille
Karl Theodor Toeschi est le fils du compositeur et violoniste Giovanni Battista Toeschi,, élève de Johann Stamitz et de Christian Cannabich, membre depuis 1760 de l'école de Mannheim ou « Mannheimer Schule », formée par le prince-électeur de Palatinat Charles-Théodore lorsqu'il accède au pouvoir en 1743 à l'âge de 18 ans seulement, qui atteindra son apogée de 1748 à 1778 et comptera jusqu'à 89 musiciens.
Il est également le neveu du compositeur et violoniste Carl Joseph Toeschi (Carlo Giuseppe Toeschi, Joseph Toeschi, 1731-1788), élève de Johann Stamitz, membre de l'orchestre de Mannheim depuis 1752, premier violon en 1759 et directeur de la musique de chambre en 1774,,,.
Enfin, il est le petit-fils d'Alessandro Toeschi (1700-1758), un compositeur de musique baroque italien issu d'une vieille famille noble qui s'appelait Toëscha della Castella Monte, né à Rome et qui fut actif à Darmstadt, à Stuttgart et à Mannheim.

## Biographie
Karl Theodor Toeschi naît le 7 avril 1768 à Mannheim dans le Palatinat du Rhin,,. 
Bien que né à Mannheim où son père et son oncle étaient en poste, il fait carrière à Munich où son père et son oncle ont continué leur carrière,, après que Charles-Théodore de Palatinat, devenu prince-électeur de Bavière en 1778, a transféré sa cour et son orchestre de Mannheim à Munich, sa nouvelle capitale.
Habile violoniste, Karl Theodor Toeschi entre à l'orchestre du théâtre royal à Munich : il contribue à perpétuer la tradition à Munich.
En 1798, il reprend le nom d'origine de sa famille italienne et continue sa carrière sous le nom de Toesca della Castellamonte,.
Karl Theodor Toeschi meurt à Munich le 10 octobre 1843,.